# Stagno di San Teodoro
Stagno di San Teodoro este o arie protejată (arie specială de conservare — SAC, sit de importanță comunitară — SCI) din Italia întinsă pe o suprafață de 820 ha, din care 31 % marine.

## Localizare
Centrul sitului Stagno di San Teodoro este situat la coordonatele 40°48′09″N 9°40′03″E / 40.8025°N 9.6675°E.

## Înființare
Situl Stagno di San Teodoro a fost declarat sit de importanță comunitară în septembrie 1995 pentru a proteja 1 specie de plante și 21 de specii de animale. Situl a fost protejat și ca arie specială de conservare în iulie 2021.

## Biodiversitate
Situată în ecoregiunea mediteraneană, aria protejată conține 22 de habitate naturale: Faleze cu vegetație de Limonium spp. endemic de pe coastele mediteraneene, Dune de pe litoral fixate cu Crucianellion maritimae, Straturi cu Posidonia (Posidonion oceanicae), Păduri de Olea și Ceratonia, Păduri de Quercus ilex și Quercus rotundifolia, Bancuri de nisip acoperite în permanență slab de apă marină, Lagune de coastă, Păduri de Quercus suber, Lacuri eutrofice naturale cu vegetație de tip Magnopotamion sau Hydrocharition, Tufărișuri halofile mediteraneene și termo-atlantice (Sarcocornetea fruticosi), Tufărișuri termo-mediteraneene și de pre-deșert, Pășuni mediteraneene udate de apa mării (Juncetalia maritimi), Dune mobile de-a lungul țărmului cu Ammophila arenaria („dune albe”), Vegetație anuală la limita mareei, Dune de coastă cu Juniperus spp., Matorral arborescenți cu Juniperus spp., Pseudostepă cu ierburi și specii anuale de Thero-Brachypodietea, Dune cu tufărișuri sclerofile Cisto-Lavenduletalia, Pante stâncoase silicioase cu vegetație casmofită, Dune cu vegetație ierboasă Malcolmietalia, Dune cu vegetație ierboasă Brachypodietalia cu specii anuale, Dune mobile cu vegetație embrionară.
La baza desemnării sitului se află mai multe specii protejate:
- plante (1): Linaria flava
- păsări (18): pescăruș albastru (Alcedo atthis), egretă mare (Ardea alba), stârc roșu (Ardea purpurea), pasărea ogorului (Burhinus oedicnemus), prundăraș de sărătură (Charadrius alexandrinus), barză neagră (Ciconia nigra), erete de stuf (Circus aeruginosus), erete vânăt (Circus cyaneus), egretă mică (Egretta garzetta), piciorong (Himantopus himantopus), Larus genei, vultur pescar (Pandion haliaetus), Phoenicopterus ruber, lopătar (Platalea leucorodia), ciocântors (Recurvirostra avosetta), chiră de baltă (Sterna hirundo), chiră mică (Sternula albifrons), chiră de mare (Thalasseus sandvicensis)
- pești (1): Aphanius fasciatus
- reptile (2): țestoasa de baltă (Emys orbicularis), țestoasă bănățeană (Testudo hermanni)

Pe lângă speciile protejate, pe teritoriul sitului au mai fost identificate 13 specii de plante, 30 de specii de păsări, 2 specii de amfibieni, 2 specii de nevertebrate, 5 specii de reptile.